# Байлова
Байлова́ — річка в Україні, у межах Хустського району Закарпатської області, права притока Помийниці (басейн Дунаю).
Довжина 25 км. Площа водозбірного басейну 121 км². Похил річки 1,5 м/км. Долина переважно V-подібна, подекуди трапецієподібна, завширшки 10—30 м, у пониззі до 1,4 км. Річище слабкозвивисте, завширшки до 5—10 м (до 20 м у пониззі). Використовується на водопостачання. Зроблено берегоукріплення.
Бере початок у межиріччі Ріки і Тереблі, серед південних відногів хребта Бовцарський Верх, на захід від села Драгово. Тече територією Верхньотисинської улоговини на південь, південний захід і (в пониззі) захід та північний захід. Впадає до Помийниці у с. Сокирниця за 4,2 км від її гирла.
На деяких картах позначена як притока Тиси.
Населені пункти вздовж берегової лінії: Золотарьово, Крайниково, Сокирниця.
Найбільші притоки: Лазівський, Галлош (праві).